# Gmach Wyższej Szkoły Realnej w Grudziądzu

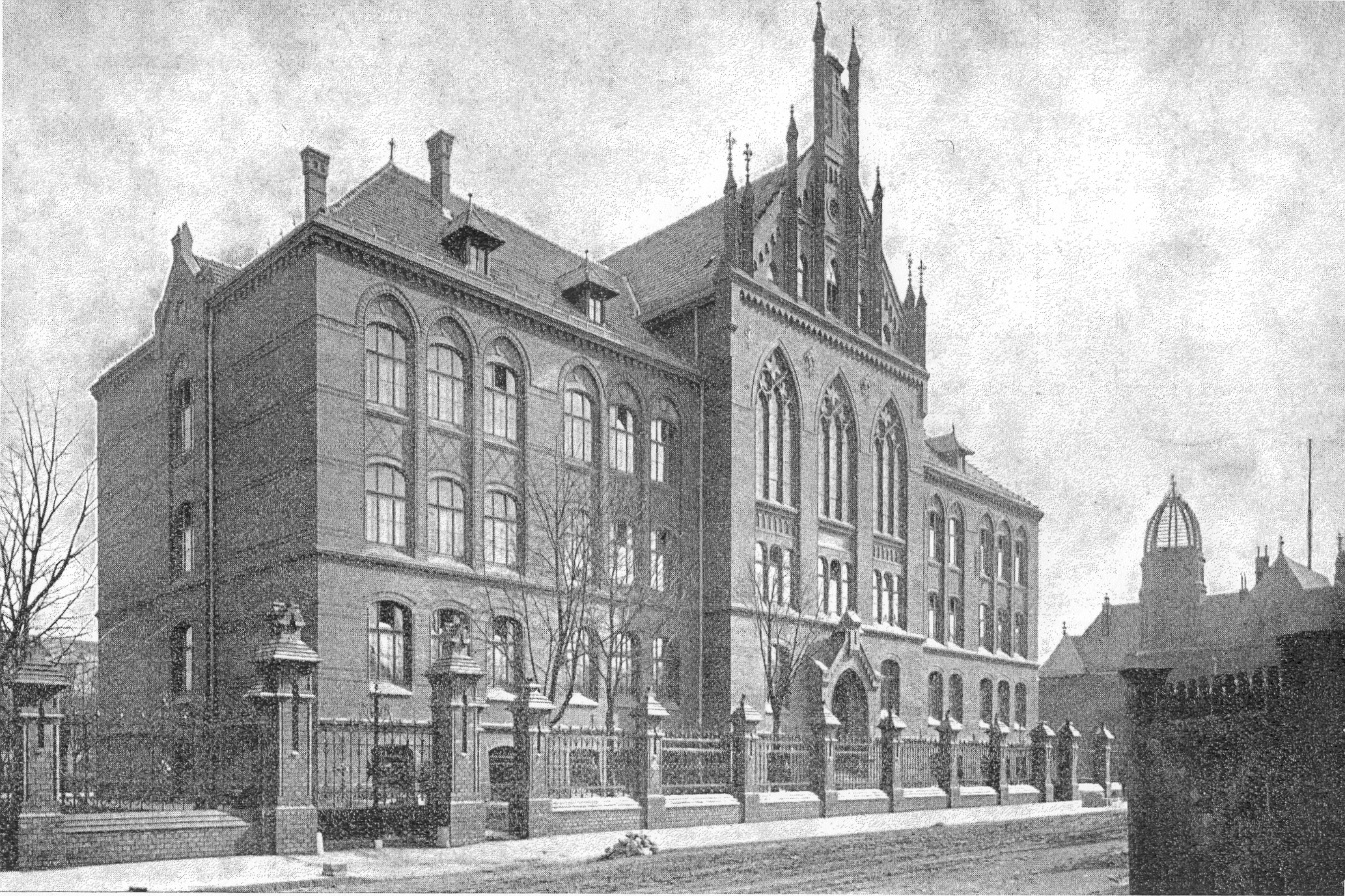
Höher Realschule Graudenz około 1901 r.

Gmach dawnej Höher Realschule w Grudziądzu – budynek znajdujący się w Grudziądzu przy ul. Sienkiewicza 22.
W 1831 r. powołano do życia Wyższą Szkołę Obywatelską dla chłopców, której siedziba od 1874 r. mieściła się w nowym budynku na narożniku obecnych ul. Sienkiewicza i Kosynierów Gdyńskich. W latach 1896–1897 obok wzniesiono salę gimnastyczną, jednocześnie pełniącą funkcje auli. Od 1888 r. była to szkoła realna, w roku 1900/1901 przekształcona w Wyższą Szkołę Realną, w której nauka kończyła się egzaminem dojrzałości. Ponieważ z czasem siedziba szkoły nie wystarczała, miejski architekt Martin Witt w latach 1897–1899 opracował plany budowy nowej, na sąsiedniej parceli (obecnie ul. Sienkiewicza 22). Prace rozpoczęto 2 czerwca 1899 r., a oddanie gmachu do użytku nastąpiło 8 kwietnia 1901 r. Budynek został wzniesiony starannie i dużym nakładem kosztów, szkoła posiadała nawet własny ogród botaniczny. Znajdowało się w niej 20 klas i gabinety specjalistyczne. W starym budynku umieszczono szkołę powszechną i zawodową, a po zniszczeniu w 1945 r., obecnie znajduje się tam nowy budynek szkolny. Po powrocie Grudziądza do Polski w 1920 r. i reorganizacji systemu szkolnictwa gmach Wyższej Szkoły Realnej mieścił Gimnazjum Matematyczno-Przyrodnicze. Budynek doznał uszkodzeń podczas działań wojennych w 1945 r. Po odbudowie nadal służył celom oświatowym. m.in. jako Liceum dla Wychowawczyń Przedszkoli oraz Zespół Szkół Medycznych i IV Liceum Ogólnokształcące. Od 2005 do 2016 r. mieścił się Ośrodek Zamiejscowy Uniwersytetu Mikołaja Kopernika w Toruniu.
Od 1 września 2019 obiekt ponownie jest zajmowany przez IV Liceum ogólnokształcące.

## Budynek
Dwupiętrowy, ceglany neogotycki gmach wyróżnia się wysokim dachem i ozdobnie opracowanym środkowym ryzalitem, zwieńczonym potężnym trójkątnym szczytem ze sterczynami (częściowo zniszczonym podczas wojny). Do wnętrza prowadzi profilowany portal. Na parterze znajduje się reprezentacyjny korytarz o sklepieniu wspartym na kolumnach, na 2 piętrze duża aula, z wielkimi ostrołukowymi oknami. Jej wnętrze wyróżniało się bogatą dekoracją sztukatorską ścian i witrażami wykonanymi przez przedsiębiorstwo Türcke z Żytawy, z których do dziś zachowały się jedynie fragmenty.